# Evgenij Vasil'evič Chrunov
Evgenij Vasil'evič Chrunov (in russo Евгений Васильевич Хрунов) (Prudy, 10 settembre 1933 – Mosca, 19 maggio 2000) è stato un cosmonauta sovietico.

## Biografia
Terminata la scuola dell'obbligo frequentò un istituto superiore di agricoltura e di scienze agrarie. Successivamente si arruolò presso l'Armata Rossa dove venne addestrato presso un apposito istituto per aspiranti piloti militari. Nel 1960 venne selezionato con il primo gruppo cosmonauti dell'Unione Sovietica. Fu candidato per il ruolo di pilota di riserva per la missione Vostok 5, ma la sua nomina non avvenne in quanto sostituito da Aleksej Archipovič Leonov e Boris Valentinovič Volynov (durante il programma Vostok per l'Agenzia Spaziale Sovietica era solito provvedere alla nomina di due piloti di riserva) in questo ruolo.
A partire dall'estate del 1964 iniziò il suo addestramento speciale per eseguire la prima attività extraveicolare della storia dell'esplorazione umana dello spazio. Tale addestramento venne eseguito insieme al compagno cosmonauta Aleksej Leonov, che gli venne preferito nella nomina per la missione Voschod 2. Chrunov dovette accontentarsi della nomina per l'equipaggio di riserva di questa missione mentre ad aprile del 1965 il compagno Leonov passeggiava liberamente nello spazio quale primo essere umano. Contrariamente alle missioni del programma Vostok, durante l'esecuzione del programma Voschod venne nominato esclusivamente un pilota di riserva per ciascuna missione. Per questo motivo, Chrunov formava in pratica tutto l'equipaggio di riserva, dovendo eventualmente sostituire pure il comandante della missione, il cosmonauta Pavel Ivanovič Beljaev.
Con l'inizio del mese di settembre del 1965, Chrunov venne addestrato a pilotare il nuovo velivolo spaziale Sojuz. Fece parte del primo gruppo composto da otto cosmonauti per i quali venne preparata l'apposita tuta spaziale. Tale fatto poté essere valutato come chiaro indizio di una sua prossima nomina, cioè per una delle prime missioni del programma.
Infatti ad aprile del 1967 fu previsto il suo primo volo nello spazio, una missione spettacolare di due navicelle Sojuz. I programmi originari prevedevano il lancio di Vladimir Michajlovič Komarov a bordo della Sojuz 1 seguito un giorno più tardi dal lancio della Sojuz 2 equipaggiata dai tre cosmonauti Bykovskij, Eliseev e Chrunov. Una volta in orbita, Eliseev e Chrunov allora si sarebbero trasferiti verso la Sojuz 1 mediante un'attività extraveicolare per atterrare insieme a Komarov.
Dopo il lancio della Sojuz 1 fu presto chiaro, che la stessa ebbe molteplici problemi. Inoltre, a causa del maltempo, il lancio della Sojuz 2 non poté essere effettuato. Così si dovette provvedere all'interruzione della missione di Komarov. Durante il rientro e l'atterraggio, i paracadute della Sojuz 1 ebbero un disfunzionamento totale causando la morte di Komarov in seguito al violentissimo impatto a terra. Le ricerche sulla causa dell'incidente diedero la certezza, che l'identico errore di costruzione era stato effettuato pure per i paracadute della Sojuz 2. Il ritardo del lancio della stessa salvo la vita a Chrunov ed ai suoi compagni di missione.
Successivamente, nel 1968, Chrunov conseguì la laurea in ingegneria presso l'accademia delle forze dell'aeronautica militare sovietica.
La missione con lo spettacolare passaggio da una navicella spaziale verso l'altra, si svolse due anni dopo la data della missione originariamente prevista per quest'impresa. Chrunov poté partire finalmente per il suo primo volo nello spazio il 15 gennaio 1969. A bordo della Sojuz 5 venne accompagnato da Aleksej Stanislavovič Eliseev, cosmonauta già in precedenza nominato a volare insieme a Chrunov nella cancellata missione Sojuz 2, nonché il comandante della navicella Boris Valentinovič Volynov. Per tutti i tre membri dell'equipaggio si trattò del primo volo nello spazio.
La Sojuz 5 si agganciò, una volta raggiunta l'orbita terrestre, alla Sojuz 4, equipaggiata da 
Vladimir Aleksandrovič Šatalov e lanciata un giorno prima. Come programmato, Chrunov e Eliseev passarono da una navicella verso l'altra. Chrunov divenne così il settimo essere umano che eseguì un'attività extraveicolare nello spazio ed uno dei due primi membri di un equipaggio, che fece ritorno a bordo di una navicella spaziale diversa da quella con la quale era stato lanciato nello spazio.
Successivamente Chrunov venne addestrato esclusivamente per una futura missione verso la stazione spaziale sovietica Saljut. Ciò nonostante non volò più nello spazio. Solo dopo parecchi anni venne finalmente nuovamente nominato per una missione, anche se solo per l'equipaggio di riserva. Durante la missione Sojuz 38, destinata verso la stazione spaziale Saljut 6, fu nominato riserva per il comandante della missione Jurij Viktorovič Romanenko. Durante questa missione, svoltasi nel settembre del 1980 nel corso del programma Intercosmos, volerà nello spazio il primo cosmonauta originario di Cuba: Arnaldo Tamayo Méndez.
Chrunov lascio l'Agenzia spaziale sovietica solo pochi mesi più tardi, cioè alla fine dell'anno 1980 senza poter volare per una seconda volta nello spazio. La storica impresa della Sojuz 5 rimarrà la sua unica esperienza. È deceduto all'età di soli 66 anni. Lasciò la moglie e due figli: Valerij (*1959) e Aleksandr (*1976).

## Onorificenze

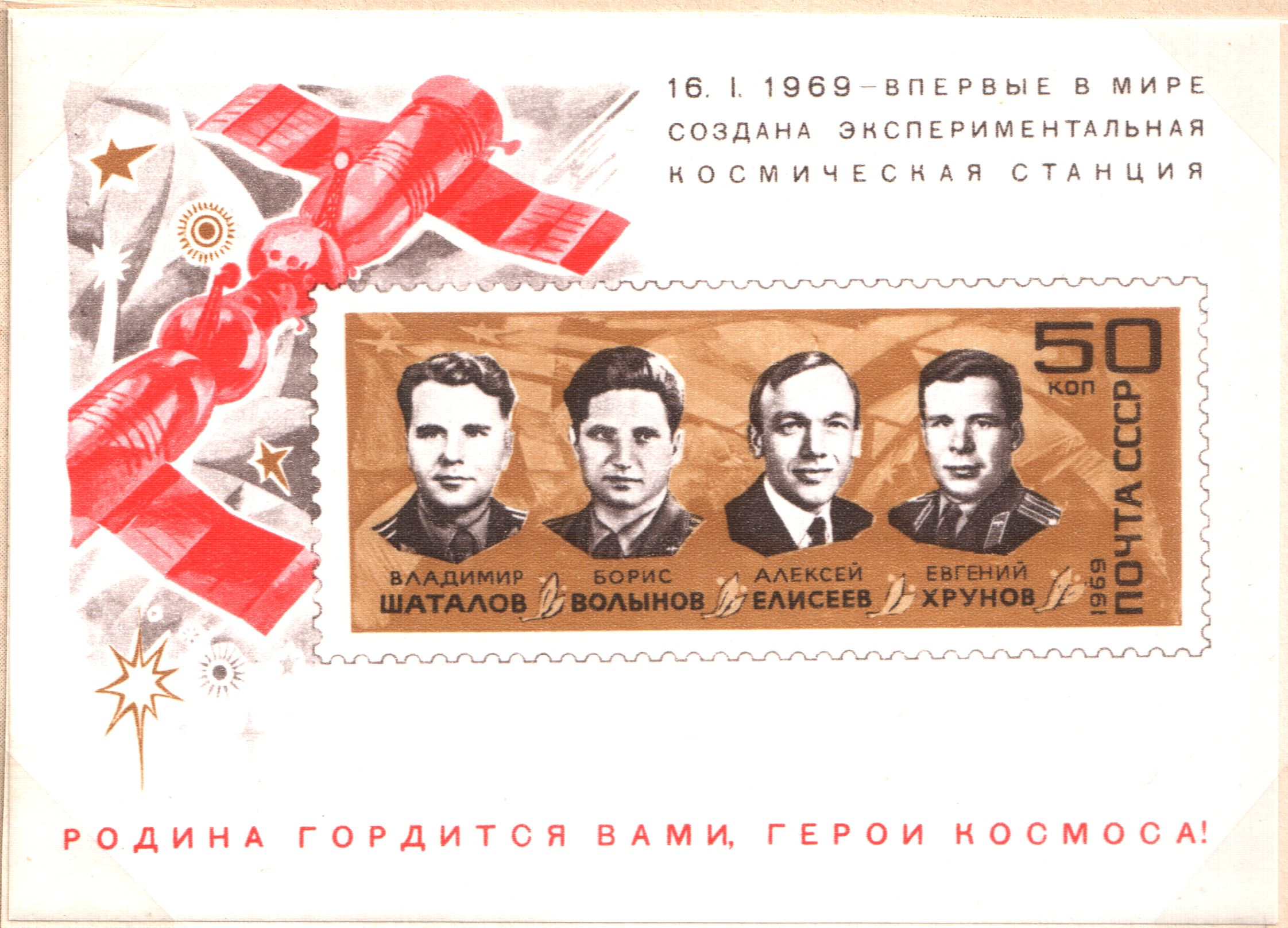
Immortalato insieme ad altri in un francobollo commemorativo